# 昌马鸟属
昌马鸟属（学名：Changmaornis）是今鸟形类下已灭绝的一属，正模标本发现于中国甘肃省昌马盆地早白垩世下沟组。其包含一模式种：侯氏昌马鸟（Changmaornis houi）。

## 形态
侯氏昌马鸟拥有包括至少11枚具有延长的横突的荐椎。第一蹠骨呈“J”形，第三足趾最长，其与胫跗骨长度的比值为0.82。数目较多的愈合荐椎表明侯氏昌马鸟可能为较进步的基干今鸟型类。